# Вильзум
Вильзум (нем. Wilsum) — община в Германии, в земле Нижняя Саксония.
Входит в состав района Графство Бентхайм. Подчиняется управлению Ильзен. Население составляет 1652 человека (на 31 декабря 2010 года). Занимает площадь 47,13 км².
| Год  | Население |
| ---- | --------- |
| 1990 | 1518      |
| 1995 | 1499      |
| 2000 | 1552      |
| 2005 | 1615      |
| 2010 | 1670      |